# Monasterio de Ravna
Monasterio de Ravna se encuentra cerca de la estación de Ravna, a 2,87 km al noroeste en línea recta desde el centro de Ravna.
Este sitio cultural, histórico, literario y arquitectónico-arqueológico no es muy popular fuera de la comunidad científica, pero es uno de los monumentos medievales más importantes para Europa del Este y, en general, para el patrimonio cultural e histórico europeo y mundial.
El monasterio es único para la historia búlgara y mundial con sus 330 inscripciones en 5 sistemas gráficos diferentes. Más de 3200 dibujos han sido tallados en las paredes del monasterio, que es exclusivo de la Bulgaria medieval, los países eslavos y Bizancio.
Los sistemas gráficos del monasterio son el alfabeto rúnico, el alfabeto griego, el alfabeto latino, el alfabeto cirílico, el alfabeto glagolítico.
El monasterio de 9 acres ha sido investigado a fondo por científicos en los años 1978-1989, todos los descubrimientos han sido documentados, algunos han sido transferidos al Museo Regional de Provadia.
Cuando visitó el Monasterio de Rila en Bulgaria en la década de 1990, Umberto Eco estaba familiarizado con los hallazgos. El semiótico está extremadamente impresionado y exclama que, a pesar de la naturaleza artística de la novela "El nombre de la rosa", si algún lugar se adapta mejor a la decoración científica de su novela, es el monasterio de Simeón el Grande, llamado en una presentación por el Laboratorio de Idiomas de la UNESCO con la Piedra Biblioteca del siglo X.
El monasterio no es un destino turístico y una atracción y por esta razón es poco conocido fuera de la comunidad científica. Hasta el día de hoy, solo quedan ruinas, porque fue destruido por los pechenegos en el siglo XI.
El monasterio no se puede definir hoy como ortodoxo o católico, ya que fue construido, existió y destruido antes de la Cisma de Oriente.